# هانزافیرتل
هانزافیرتل (به آلمانی: Berlin-Hansaviertel) یک منطقهٔ مسکونی در آلمان است که در برلین واقع شده‌است. هانزافیرتل ۵٬۷۶۴ نفر جمعیت دارد.